# Козыбасы
Козыбасы́ (также Козы-Баши, перс. قوزی باشی‎) — историческое место образования Казахского ханства. В книге «Тарихи Рашиди» Мухаммада Хайдара Дулати говорится, что в процессе образования Казахского ханства Керей-хан и Жанибек-хан со своим народом в 870 году по хиджре (1465—1466 годы) перекочевали в Семиречье на берег реки Чу, в Козыбасы:
В те дни Абу-л-хайр хан целиком овладел Дашт-и Кипчаком. Он нападал на султанов-джучидов — Джанибек хан и Кирай хан бежали от него и прибыли в Моголистан. Исан Буга хан хорошо принял их и отдал им Козы Баши, которое находится на западе Моголистана, на реке Чу. Пока они спокойно пребывали там, улус узбеков после смерти Абу-л-хайр хана пришёл в расстройство, там возникли большие разногласия и большинство [людей] ушло к Кирай хану и Джанибек хану, так что число их достигло двухсот тысяч человек и их стали называть «узбек-казаками». Начало правления казахских султанов пошло с 870 (1465 — 1466) года, <а Аллах знает лучше>, и до 940 1533—1534 годов казахи имели полную власть над большей частью Узбекистана.
Расположение этого региона, важного для казахской культуры, спорно.
В частности, исследователи предлагают в качестве места для Козыбасы:
- район Мойынкума (современная Жамбылская область);
- горы Хантау на севере Чу-Илийского хребта;
- местность «Козыбак» (долина и зимовка в современной Карагандинской области)[4].

Н. А. Атыгаев отвергает эти объяснения и, отметив, что в большинстве сохранившихся рукописей записано «Джу/Джуд», а не «Чу», только в одной рукописи есть указание на реку, а многие исследователи переводят соответствующий фрагмент как «Чу/Джу и Козыбасы», и предлагает интерпретацию Джу как большой территории в Юго-Восточном Казахстане и Северном Кыргызстане, на восток и юго-восток от реки Чу до северо-западных районов Иссыккуля.
К. А. Акишев и М. К. Хабдулина обращают внимание на топоним Козыбасы — небольшую гору на юге от села Таргап. По их мнению, эта гора завершает долину, которая была южным пределом местности от Чу до Козыбасы. Н. А. Атыгаев предлагает в качестве Козыбасы местность в Чу-Илийском междуречье, в современном Жамбылском районе Алма-Атинской области.